# Fluorenonă
Fluorenona este un compus organic aromatic cu formula chimică C13H8O. Are o culoare galbenă fluorescentă strălucitoare și este solid la temperatura camerei.

## Obținere
Fluorenona poate fi sintetizată din fluoren în prezență de acid acetic glacial și soluție de hipoclorit de sodiu, mediu în care are loc o reacție de oxidare:

## Derivați
Câteva fluorenone substituite sunt biologic active, fiind utilizate ca antibiotice, anticancerigene, antivirale sau compuși neuromodulatori.
Unele azafluorenone substituite sunt biologic active, cum ar fi compusul antimicrobian natural onichină (1-metil-4-azafluorenona).  Compusul 1,8-diazafluoren-9-onă este utilizat pentru detectarea amprentelor digitale.